# Buffalo (Iowa)
Buffalo je město v okresu Scott County ve státě Iowa. Leží na jihozápadě státu na řece Mississippi. K roku 2010 zde žilo 1 270 obyvatel.

## Osobnosti
Ve městě se narodil profesionální wrestler Colby Daniel Lopez, který vystupuje v WWE jako Seth Rollins.